# 대한민국-태국 관계
대한민국과 태국의 관계는 고려 말에서 조선 초인 14세기로 거슬러 올라간다. 1391년, 1393년 두 차례에 걸쳐 대한민국(당시 고려, 조선)에 교역사절단을 파견했다. 1394년에는 조선의 사절단이 태국을 방문했다. 그러나 해로에 나타나는 해적 때문에 교류가 중단되었다.
태국은 1949년 9월 대한민국을 국가로 승인하였다. 단절된 양국관계는 1950년 태국정부가 3,650명의 태국 젊은이들을 유엔군의 일부로써 한국전쟁에 파견해 대한민국을 지원함으로써 재개되었다. 태국 육군은 129명의 사상자와 1,139명의 부상자를 냈다. 전쟁이 끝난 후에도 대한민국에 1972년까지 주둔하였다. 1958년 10월 1일에 양국은 수교하였다. 양국의 수도에 각각 대사관이 개설되어 있다. 대한민국의 대(對)태국 수출은 85억2422만USD, 태국의 대(對)대한민국 수출은 70억1475만USD(각 2021년 12월)에 달하여, 태국은 대한민국에 있어서 제16위의 수출국이자 제20위의 수입국이다. 모두 18,130명(재외국민 18,052명, 시민권자 78명)의 한민족들이 태국에 거주(2020년 12월 기준)하고 있다. 태국을 방문하는 대한민국 국적 관광객이 70만명을 넘어서면서 양국간에 교류와 이해가 증진되고 있다. 1981년 12월 9일에 발효된 비자면제협정에 의거, 한국인은 관광 및 방문, 행사참여 등 영리 목적으로의 입국이 아닌 경우는 90일 무비자로 입국이 가능하다. 대한민국의 인천과 방콕간을 대한항공, 아시아나항공, 제주항공, 진에어, 태국 항공이 정기편을 취항하고 있다.

## 정무

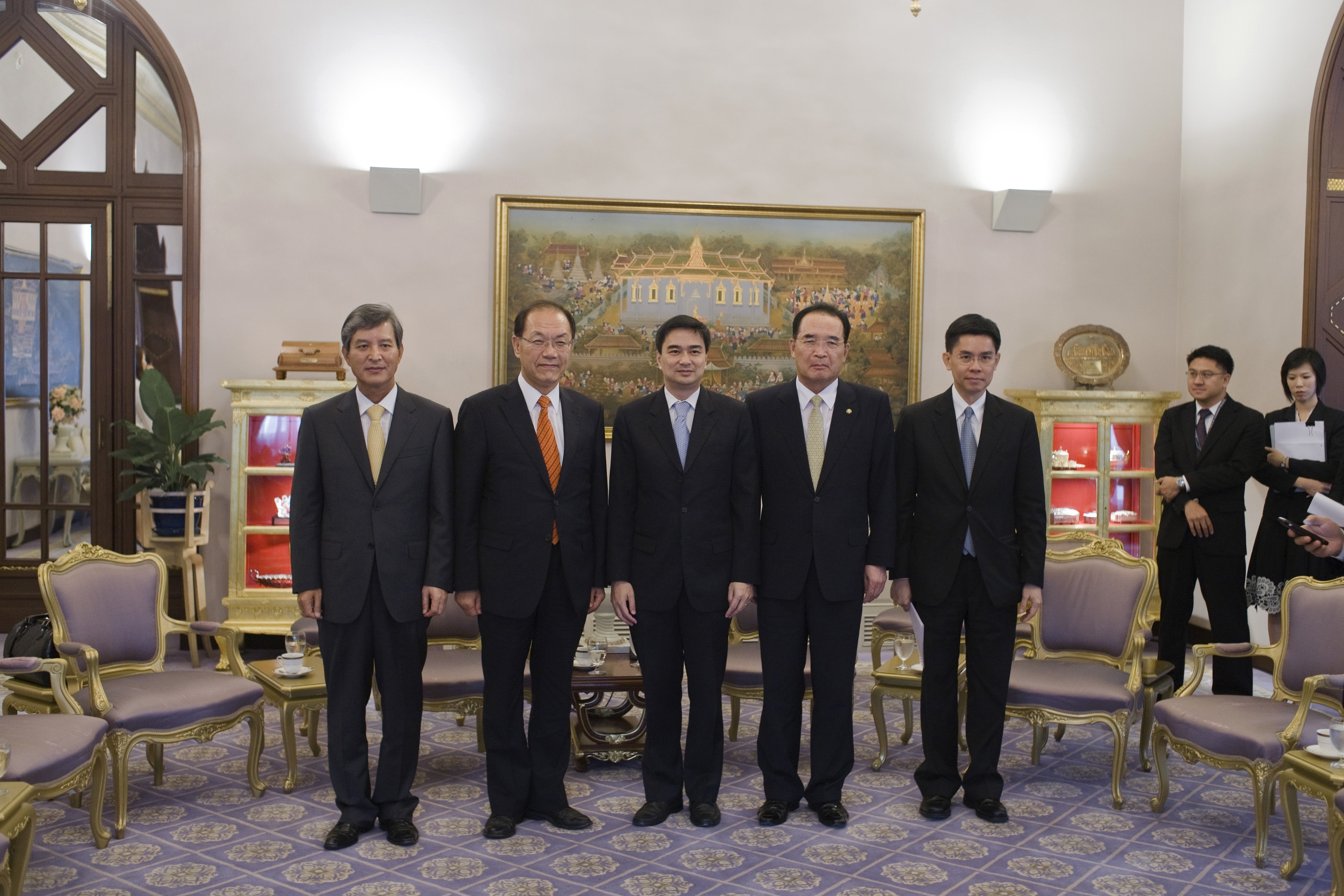
아피싯 웨차치와 태국 총리는 정해문 주 태국 대한민국 대사를 접견하였다 (2010년).

1981년 11월 9일, 오전 10시에 대한민국의 외무부장관실에서 대한민국의 노신영 외무부장관과 태국의 싯 사웨실라(สิทธิ เศวตศิลา) 외상이 사증면제에 관한 각서를 교환했다. 이로써 태국은 한국과 사증면제협정을 체결한 28번째 나라가 됐다.

### 역대 외교관 명단

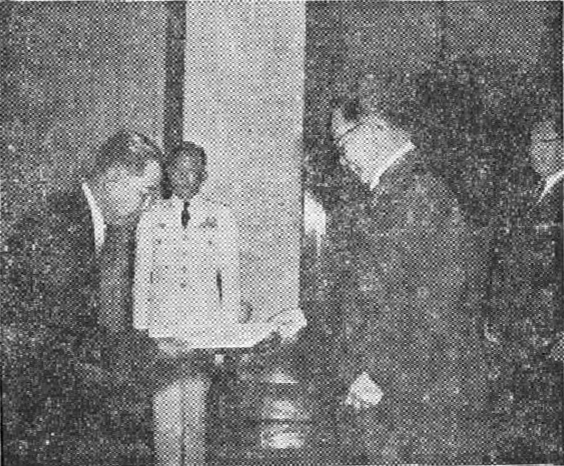
챤 앙수쵸테(ชาญ อังศุโชติ) 초대 주한태국대사의 신임장 제정식 (1961년).

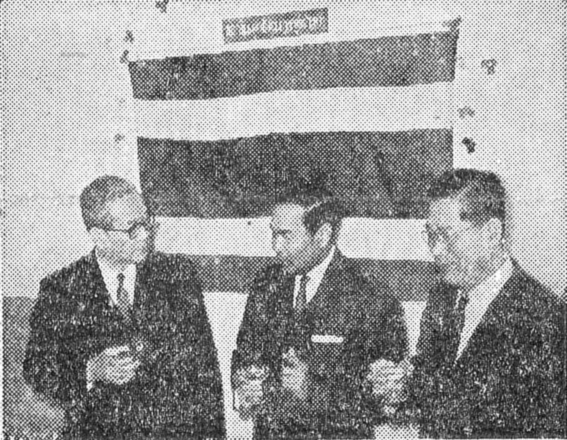
태국 주한대사관 개관식 (1961년).

| 대수   | 이 름          | 임기                | 비고                                         |
| ------ | -------------- | ------------------- | -------------------------------------------- |
| 제1대  | 유재흥(劉載興) | 1960. 8 ~ 1963. 8   | 전(前) 합참의장. 주 스웨덴 대사로 영전.      |
| 제2대  | 이동원(李東元) | 1963.12 ~ 1964. 7   | 전(前) 대통령 비서실장. 외무부장관으로 영전. |
| 제3대  | 장성환(張盛煥) | 1964.11 ~ 1967.10   |                                              |
| 제4대  | 한표욱(韓豹頊) | 1968. 4 ~ 1971. 3   |                                              |
| 제5대  | 임윤영(林胤英) | 1971. 3 ~ 1974. 4   |                                              |
| 제6대  | 천병규(千炳圭) | 1974. 4 ~ 1976. 5   |                                              |
| 제7대  | 박근(朴槿)     | 1976. 5 ~ 1979. 8   |                                              |
| 제8대  | 김인권(金寅權) | 1979. 8 ~ 1980.11   |                                              |
| 제9대  | 권태웅(權泰雄) | 1980.12 ~ 1984.11   |                                              |
| 제10대 | 김좌수(金左洙) | 1984.11 ~ 1988.12   |                                              |
| 제11대 | 정주년(鄭炷年) | 1989. 2 ~ 1992. 7   |                                              |
| 제12대 | 한택채(韓鐸埰) | 1992. 8 ~ 1993.10   |                                              |
| 제13대 | 정태동(鄭泰東) | 1994. 2 ~ 1997. 2   |                                              |
| 제14대 | 김내성(金乃誠) | 1997. 2 ~ 1999. 2   |                                              |
| 제15대 | 김국진(金國振) | 1999. 2 ~ 2002. 2   |                                              |
| 제16대 | 최혁(崔革)     | 2002. 2 ~ 2004. 1   |                                              |
| 제17대 | 윤지준(尹志峻) | 2004. 1 ~ 2006. 2   |                                              |
| 제18대 | 한태규(韓泰奎) | 2006. 2 ~ 2008. 9   |                                              |
| 제19대 | 정해문(鄭海文) | 2008. 10 ~ 2011. 8  |                                              |
| 제20대 | 임재홍(林栽弘) | 2011. 9 ~ 2012. 9   |                                              |
| 제21대 | 전재만(全在萬) | 2012. 10 ~ 2015. 10 |                                              |
| 제22대 | 노광일(魯光鎰) | 2015. 11 ~          |                                              |

| 대수   | 이름              | 태국어 이름      | 임기 시작 | 비고  |
| ------ | ----------------- | ---------------- | --------- | ----- |
| 제1대  | 챤 앙수쵸테       | ชาญ อังศุโชติ       | 1961. 8   |       |
| 제2대  | 유아드 리즈리트   | ยวด เลิศฤทธิ์       | 1965. 5   |       |
| 제3대  | 크로트 크롱비치   | โชติ คล่องวิชา      | 1968. 9   |       |
| 제4대  | 파용 추티클       | พยง ชุติกุล         | 1972. 9   |       |
| 제5대  | 수반 사외파말     | สุบรรณ เศวตมาลย์   | 1976. 7   | [ 7 ] |
| 제6대  | 아사 분야프라투앙 | อาสา บูรณ์ยาประท้วง | 1978. 11  |       |
| 제7대  | 캄톤 우돔리티     | กำธร อุดมฤทธิรุจ    | 1982. 11  |       |
| 제8대  | 수차티 추타스밋   | สุชาติ จุฑาสมิต      | 1986. 11  |       |
| 제9대  | 추차이 카셈산     | ชูชัย เกษมศานติ์     | 1991. 2   |       |
| 제10대 | 타와차이 타비스리 | ธวัชชัย ทวีศรี       | 1994. 12  |       |
| 제11대 | 비차이 바나신     | วิชัย วรรณสิน       | 1997. 9   |       |
| 제12대 | 솜분 상얌부트     | สมบูรณ์ เสงี่ยมบุตร   | 2001. 9   |       |
| 제13대 | 와씬 티라웨차얀   | วศิน ธีรเวชญาณ     | 2004. 3   |       |
| 제14대 | 티라꾼 니욤       | ธีรกุล นิยม         | 2009. 2   |       |
| 제15대 | 차이용 사칫파논   | ชัยยงค์ สัจจิพานนท์   | 2009. 10  |       |
| 제16대 | 낏띠풍 나 라넝    | กิตติพงษ์ ณ ระนอง   | 2012. 5   | [ 8 ] |
| 제17대 | 싸란 짜른쑤완     | ศรัณย์ เจริญสุวรรณ   | 2016. 3   | [ 9 ] |

## 교통
| 서울/인천 \|\| align=center\|ICN \|\| align=center\|RKSI \|\| 인천 | ○대한항공(3개) : 방콕, 푸껫, 치앙마이 ○아시아나항공(2개): 방콕, 푸껫 ○제주항공(1개): 방콕 ○진에어(1개): 방콕 ○이스타 항공(1개): 방콕(10월 8일 취항) ○티웨이항공(1개): 방콕(10월 14일 취항), |
| 부산/김해 \|\| align=center\|PUS\|\|align=center\|RKPK \|\| 김해   | ○대한항공(1개) : 방콕 |

## 사회
대한민국에 체류하는 태국 국민은 2011년 4만5634명, 2012년 4만5945명, 2013년 5만5110명으로 서서히 늘어나다가 2014년 9만4314명으로 급증하여, 대한민국 내 체류하는 외국인 수에 있어서, 태국은 중국에 이어 2위이다. 불법 체류자 수도 2011년 1만4095명, 2012년 1만7591명, 2013년 2만0665명이었다가 2014년 한 해 2만3618명 늘어나 4만4283명으로 급증했다. 2014년 불법 체류율이 47.0%로서 대한민국 내 불법체류율이 가장 높은 국가이다. 불법체류를 목적으로 하는 태국 국민들은 무비자 단기 입국을 하고 나서 체류 한도인 석 달을 넘기는 경우가 대부분이다. 이들 불법체류 중인 여성들 중에 일부는 마사지 업소에서 일하고 있는 것으로 추정되며 단속된 사람만도 연간 수백명에 이른다.

## 같이 보기
- 주 태국 대한민국 대사관
- 방콕한국국제학교